# Xylocopa africana
Xylocopa africana é uma espécie de abelha carpinteira.

## Subespécies
- X. a. africana (Fabricius, 1781)
- X. a. congoensis Enderlein, 1903
- X. a. conradti Enderlein, 1903
- X. a. longjinensis Strand, 1911

## Descrição
Nos machos, o tórax e o primeiro segmento abdominal são amarelo dourado, enquanto nas fêmeas são castanhos. O abdômen é principalmente marrom escuro ou enegrecido.

## Distribuição
Esta espécie pode ser encontrada em Senegal, Gambia, Serra Leoa, Libéria, Togo, Nigéria, Camarões, República do Congo, República Democrática do Congo, Guiné Equatorial, Gabão, e Angola.